# Otiothops gounellei
Espèce
Otiothops gounellei est une espèce d'araignées aranéomorphes de la famille des Palpimanidae.

## Distribution
Cette espèce est endémique de l'État de Bahia au Brésil,. Elle se rencontre vers Salobro.

## Description
La femelle décrite par Platnick en 1975 mesure 6,48 mm.

## Publication originale
- Simon, 1887 : Études arachnologiques. 19e Mémoire. XXVII. Arachnides recueillis à Assinie (Afrique occidentale) par MM. Chaper et Alluaud. Annales de la Société Entomologique de France, sér. 6, vol. 7, p. 261-276 (texte intégral).